# 155丁目駅 (IND8番街線)
155丁目駅（155ちょうめえき、英: 155th Street）はニューヨーク市地下鉄IND8番街線の駅である。マンハッタンのハーレムとワシントンハイツの155丁目とセント・ニコラス・アベニューの交差点に位置し、A系統が深夜のみ、C系統が深夜を除く終日停車している。

## 駅構造
| G  | 地上階                         | 出入口                                                                                            |
| B1 | 改札階                         | 改札口、駅員詰所、メトロカード自動券売機                                                          |
| B2 | 相対式ホーム、右側の扉が開く。 | 相対式ホーム、右側の扉が開く。                                                                    |
| B2 | 北行緩行線                     | ← 深夜のみ：207丁目駅行き（163丁目駅） ← 168丁目駅行き（163丁目駅）                               |
| B2 | 南行緩行線                     | → 深夜のみ：ファー・ロッカウェイ駅行き（145丁目駅）→ ユークリッド・アベニュー駅行き（145丁目駅）→ |
| B2 | 相対式ホーム、右側の扉が開く。 |                                                                                                   |
| B3 | 北行急行線                     | ← 通過                                                                                            |
| B3 | 南行急行線                     | → 通過 →                                                                                          |

この駅は1932年9月10日に開業した。駅は2面2線の相対式ホーム構造であり、急行線は駅の下を通過しているため視認は不可能である。
駅の改札階は以前は駅の北端から南端まで続いていたが、現在は南端の153丁目側が閉鎖されておりニューヨークシティ・トランジット・オーソリティの施設として利用されている。また、反対の155丁目側には換気室がある。

### 出口
- 階段2つ、セント・ニコラス・アベニューと西155丁目の交差点北西[6]。
- 階段2つ、セント・ニコラス・アベニューと西155丁目の交差点北東[6]。
- 階段2つ、セント・ニコラス・アベニューと西155丁目の交差点南西[6]。